# Лимож
Лимо̀ж (на френски: Limoges, на окситански Limòtges) е град в Централна Франция, център на регион Лимузен. Разположен е около река Виен. Лимож е известен със своите средновековни медни съдове, инкрустирани с емайл, със своя порцелан от 19 век и със своите дъбови бъчви, използвани за производството на коняк. Населението на града е около 139 000 души (2007), а на градската агломерация – около 248 000 души (1999).

## Личности
- Родени в Лимож
  - Мари Франсоа Сади Карно (1837-1894), политик
  - Пиер-Огюст Реноар (1841-1919), художник